# Химна Републике Сао Томе и Принципе
Independência total је химна Републике Сао Томе и Принципе. Химна је проглашена 1975. године. Химну је написао Алда Невес да Граса до Еспирито Санто, а компоновао Мануел дос Сантос Барето де Соса е Алмеида.

## Стихови на португалском
ХОР:
-{Independência total,
Glorioso canto do porvo,
Independência total,
Hino sagrado de combate.

Dinamismo
Na luta nacional,
Juramento eterno
No pais soberano de São Tomé e Príncipe.

Guerrilheiro da guerra sem armas na mão,
Chama viva na alma do porvo,
Congregando os filhos das ilhas
Em redor da Pátria Imortal.

Independência total, total e completa,
Costruindo, no progresso e na paz,
A nação ditosa da Terra,
Com os braços heróicos do povo.

ХОР

Trabalhando, lutando, presente em vencendo,
Caminhamos a passos gigantes
Na cruzada dos povos africanos,
Hasteando a bandeira nacional.

Voz do porvo, presente, presente em conjunto,
Vibra rijo no coro da esperança
Ser herói no hora do perigo,
Ser herói no ressurgir do País.

ХОР

Dinamismo
Na luta nacional,
Juramento eterno
No pais soberano de São Tomé e Príncipe.}-

## Енглески превод
-{ХОР:
Total independence,
Glorious song of the people,
Total independence,
Sacred hymn of combat.

Dynamism
In the national struggle,
Eternal oath
To the sovereign country of São Tomé and Príncipe.

Warriors in the war without weapons,
Live flame in the soul of the people,
Congregating the sons of the islands
Around the Immortal Fatherland.

Total independence, total and complete,
Building, in progress and peace,
With the heroic hands of the people,
The happiest nation on earth.

CHORUS

Working, struggling, struggling and conquering,
We go ahead with giant steps
In the crusade of the African peoples,
Raising the national flag.

Voice of the people, present, present and united,
Strong beat in the heart of hope
To be a hero in the hour of peril,
A hero of the Nation's resurgence.

ХОР

Dynamism
In the national struggle,
Eternal oath
To the sovereign country of São Tomé and Príncipe.}-